# Canal de Coevorden à la Vecht
Le canal de Coevorden à la Vecht (en néerlandais, Coevorden-Vechtkanaal) est un canal néerlandais situé en province de Drenthe.

## Géographie
Le canal n'est long que de quelques kilomètres, et il relie la ville de Coevorden au hameau De Haandrik, au carrefour avec  l'Overijsselse Vecht et le Canal d'Almelo à De Haandrik.
Le canal est toujours en fonction.

## Histoire
Le canal a été construit pour remplacer la petite rivière sineuse de Kleine Vecht (ou Kleine Coevordense Vecht). Les droits de construction furent accordés en 1859 à la Coevorder Kanaalmaatschappij (compagnie du canal de Coevorden). La construction était basée sur des plans établis par Thomas Stieltjes. Les objectifs du canal furent d'améliorer l'évacuation des eaux de la région de Coevorden et de créer une liaison fluviale entre Coevorden et les canaux de la province d'Overijssel. On espérait également, à terme, pouvoir relier ce réseau de canaux à la région de tourbières de l'est d'Emmen.

## Source / lien externe
- (nl) Encyclopédie de Drenthe